# Grzegorz Karnas

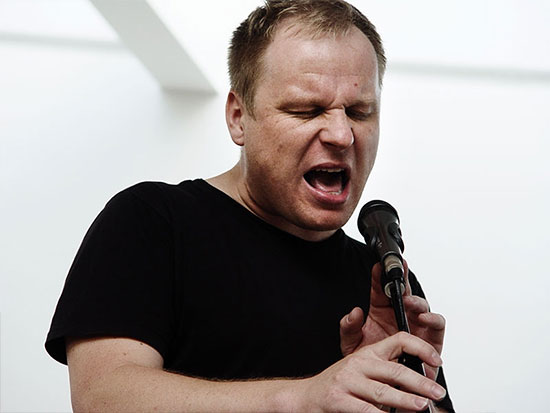
Grzegorz Karnas beim Aarhus Jazz Festival 2014
Foto Hreinn Gudlaugsson

Grzegorz Karnas (* 1972 in Wodzisław Śląski) ist ein polnischer Jazzsänger.

## Leben
Karnas wuchs im polnischen Oberschlesien auf; in der Höheren Schule von Rybnik hatte er ein Jahr Unterricht in klassischem Gitarrenspiel. Er graduierte am Jazz-Institut der Musikakademie Kattowitz. 
Seitdem arbeitet er in der polnischen Jazzszene, u. a. mit Tomasz Szukalski; 1998 wurde er mit dem ersten Preis des International Jazz Vocalists' Meeting in Zamość ausgezeichnet. Im folgenden Jahr erschien sein Debütalbum Reinkarnasja bei Not Two Records; daran schlossen sich Auftritte in Clubs und Festivals in Polen und der Slowakei an. 2004 veröffentlichte Karnas sein Album Sny-Dreams of a Ninth Floor und trat auch in Deutschland auf. 2006 folgte Ballads for the End of the World (Ballady na Koniec Świata) mit dem Cellisten Adam Oleś. Im selben Jahr wurde er mit dem ersten Preis der Young Jazz Singers Competition in Brüssel geehrt. Er veröffentlichte weitere Alben unter eigenem Namen, ist aber auch auf Produktionen von Yvonne Sanchez (My Graden), dem  Jazz City Choir, Jihye Lee, Maria Guraievska und Edilson Sanchez zu hören.

## Diskographische Hinweise
- Reinkarnasja (Not Two Records 2000, mit Piotr Wyleżoł, Sławomir Kurkiewicz, Krzysztof Dziedzic, Tomasz Szukalski)
- Sny (Ninth Floor Productions 2004, mit Tomasz Szukalski, Robert Kubiszyn, Michał Tokaj)
- Ballady na Koniec Świata (Ninth Floor Productions 2006, mit Radosław Nowicki, Michał Tokaj, Adam Oleś)
- Karnas (Hevhetia 2011, mit Adam Oleś, Michał Tokaj, Michał Jaros, Sebastian Frankiewicz)[2]
- Audio Beads (BMC 2012, Grzegorz Karnas Trio feat. Miklós Lukács mit Adam Oleś, Michał Miśkiewicz)
- Vanga (BMC 2014, Grzegorz Karnas Trio feat. Miklós Lukács mit Michał Jaros, Sebastian Frankiewicz)
- Power Kiss (Hevhetia 2017, mit Elchin Shirinov, Alan Wykpisz, Grzegorz Masłowski)